# Liste der Gemeinden im Landkreis Osterholz
Die Liste der Gemeinden im Landkreis Osterholz gibt einen Überblick über die elf kleinsten Verwaltungseinheiten des Landkreises. Der Kreissitz Osterholz-Scharmbeck ist die einzige Stadt des Landkreises.
Bei der preußischen Kreisreform von 1932 wurden die Kreise Blumenthal und Osterholz zu einem neuen und größeren Landkreis Osterholz vereinigt. Die Anzahl der Gemeinden des Landkreises wurde in den Jahren 1936 und 1937 durch eine Reihe von Zusammenschlüssen verringert. Mit den Gemeinden Aumund, Blumenthal, Farge, Grohn, Lesum und Schönebeck musste der Landkreis Osterholz am 1. November 1939 einen Teil des Altkreises Blumenthal an die Stadt Bremen abgeben und verlor dadurch wieder einen großen Teil der 1932 hinzugewonnenen Einwohner.
Die Gebietsreform in Niedersachsen begann für den Landkreis Osterholz 1968, als Eickedorf, Grasberg und Wörpedorf zu einer neuen Gemeinde Grasberg zusammengeschlossen wurden. Eine umfassende Gebietsreform erfolgte durch das Gesetz zur Neugliederung der Gemeinden im Raum Osterholz/Wesermünde am 1. März 1974. Das Kreisgebiet wurde dadurch vergrößert, dass die Weserinsel Harriersand und das Gebiet Hammelwarder Sand vom Landkreis Wesermarsch sowie die Gemeinden Axstedt und Lübberstedt aus dem Landkreis Wesermünde zum Landkreis Osterholz kamen. Gleichzeitig wurde durch zahlreiche Gemeindefusionen die bis heutige Gliederung des Landkreises in die Stadt Osterholz-Scharmbeck und zehn weitere Gemeinden geschaffen.
In den 1970er und 1980er Jahren wurden die Ortschaften Wilstedter Moor und Tarmstedter Moor aus dem Landkreis Rotenburg (Wümme) nach Grasberg eingemeindet.

## Beschreibung
Weiter gegliedert werden kann der Landkreis in die Samtgemeinde:
- Samtgemeinde Hambergen: mit den Gemeinden Axstedt, Hambergen (Verwaltungssitz), Holste, Lübberstedt und Vollersode

Die Stadt Osterholz-Scharmbeck ist wie die Gemeinden Grasberg, Lilienthal, Ritterhude, Schwanewede und Worpswede eine Einheitsgemeinde.
Der Landkreis hat eine Gesamtfläche von 650,81 km2. Die größte Fläche innerhalb des Landkreises hat die Kreisstadt Osterholz-Scharmbeck mit 146,91 Quadratkilometern. Es folgt die Gemeinde Schwanewede mit 132,22 Quadratkilometern. Die Gemeinde Worpswede hat eine Fläche von 76,14 Quadratkilometern und die Gemeinde Lilienthal ist 72,09 Quadratkilometer groß. Die Gemeinden Grasberg und Vollersode haben eine Fläche von über 40 Quadratkilometern, die Gemeinden Holste, Ritterhude und Hambergen haben eine Fläche von über 30 Quadratkilometern. Die Gemeinde Lübberstedt hat eine Fläche von 12,32 Quadratkilometern und die Gemeinde Axstedt hat eine Fläche von 10,71 Quadratkilometern und ist die damit kleinste Gemeinde des Landkreises.
Den größten Anteil an der Bevölkerung des Landkreises von 126.775 Einwohnern haben die Stadt Osterholz-Scharmbeck mit 29.710 Einwohnern und die Gemeinde Schwanewede mit 19.937, gefolgt von Lilienthal mit 20.166 Einwohnern. Die Gemeinde Ritterhude hat über 10.000 Einwohner. Die Gemeinden Worpswede, Grasberg und Hambergen haben über 5000 Einwohner. Die Gemeinde Vollersode hat 2964 Einwohner. Die Gemeinden Holste und Axstedt haben über 1000 Einwohner. Die von der Einwohnerzahl her kleinste Gemeinde Lübberstedt hat 702 Einwohner.
Der gesamte Landkreis Osterholz hat eine Bevölkerungsdichte von 175 Einwohnern pro Quadratkilometer, wobei der größte Teil durch die Gemeinde Ritterhude mit 451 Einwohnern pro Quadratkilometer ausgemacht wird. Die darauffolgend größte Bevölkerungsdichte innerhalb des Kreises haben die Gemeinde Lilienthal mit 280 Einwohnern pro Quadratkilometer, die Kreisstadt Osterholz-Scharmbeck mit 202 Einwohnern pro Quadratkilometer, Hambergen mit 187 und Schwanewede mit 151, gefolgt von Grasberg mit 139. Die Gemeinden Worpswede und Axstedt haben eine Bevölkerungsdichte von über 100, wobei beide bereits, ebenso wie Grasberg, unter dem Landesdurchschnitt von 145 liegen. Die übrigen drei Gemeinden Vollersode, Lübberstedt und Holste sind mit einer Bevölkerungsdichte von unter 70 Einwohnern pro Quadratkilometer am dünnsten besiedelt.

## Legende
- Gemeinde: Name der Gemeinde beziehungsweise Stadt
- Teilorte: Aufgezählt werden die ehemals selbständigen Gemeinden der Verwaltungseinheit. Dazu ist das Jahr der Eingemeindung angegeben. Bei den Teilorten, die vor der Gebietsreform zu einem anderen Landkreis gehörten als der Hauptort der heutigen Gemeinde, ist auch dieses vermerkt
- Samtgemeinde: Zeigt die Zugehörigkeit von fünf Gemeinden zur Samtgemeinde Hambergen
- Wappen: Wappen der Gemeinde beziehungsweise Stadt
- Karte: Zeigt die Lage der Gemeinde beziehungsweise Stadt im Landkreis
- Fläche: Fläche der Stadt beziehungsweise Gemeinde, angegeben in Quadratkilometer
- Einwohner: Zahl der Menschen die in der Gemeinde beziehungsweise Stadt leben (Stand: 31. Dezember 2024[6])
- EW-Dichte: Angegeben ist die Einwohnerdichte, gerechnet auf die Fläche der Verwaltungseinheit, angegeben in Einwohner pro km2 (Stand: 31. Dezember 2024[7])
- Höhe: Höhe der namensgebenden Ortschaft beziehungsweise Stadt in Meter über Normalnull
- Bild: Bild aus der jeweiligen Gemeinde beziehungsweise Stadt

## Gemeinden
| Gemeinde                          | Teilorte | Samtgemeinde | Wappen                                   | Karte                                                      | Fläche | Einwohner | EW- Dichte | Höhe | Bild                                                                  |
| --------------------------------- | --- | ------------ | ---------------------------------------- | ---------------------------------------------------------- | ------ | --------- | ---------- | ---- | --------------------------------------------------------------------- |
| Landkreis Osterholz               | |              | Wappen des Landkreises Osterholz         | Lage des Landkreises Osterholz in Niedersachsen            | 650,81 | 113,598   | 175        |      |                                                                       |
| Axstedt                           | Axstedt | Hambergen    | Wappen der Gemeinde Axstedt              | Lage der Gemeinde Axstedt im Landkreis Osterholz           | 10,71  | 1.192     | 111        | 15   |                                                                       |
| Grasberg                          | Grasberg Adolphsdorf Dannenberg Eickedorf Grasdorf Huxfeld Meinershausen Mittelsmoor Otterstein Rautendorf Schmalenbeck Seehausen Tüschendorf Weinkaufsmoor Wörpedorf |              | Wappen der Gemeinde Grasberg             | Lage der Gemeinde Grasberg im Landkreis Osterholz          | 55,55  | 7.714     | 139        | 5    | Die Kirche von Grasberg                                               |
| Hambergen                         | Hambergen Heilsdorf Heißenbüttel Kiebitzsegen Oldenbüttel Spreddig Ströhe                                                                                             | Hambergen    | Wappen der Gemeinde Hambergen            | Lage der Gemeinde Hambergen im Landkreis Osterholz         | 30,28  | 5.651     | 187        | 27   |                                                                       |
| Holste                            | Hellingst Oldendorf Paddewisch Steden | Hambergen    | Wappen der Gemeinde Holste               | Lage der Gemeinde Holste im Landkreis Osterholz            | 35,34  | 1.398     | 40         | 24   |                                                                       |
| Lilienthal                        | Lilienthal Heidbergen Sankt Jürgen Seebergen Worphausen |              | Wappen der Gemeinde Lilienthal           | Lage der Gemeinde Lilienthal im Landkreis Osterholz        | 72,09  | 20,166    | 280        | 3    | Sankt Jürgensland: Blick vom Bremer Wümmedeich zur St.-Jürgens-Kirche |
| Lübberstedt                       | Lübberstedt | Hambergen    | Wappen der Gemeinde Lübberstedt          | Lage der Gemeinde Lübberstedt im Landkreis Osterholz       | 12,32  | 702       | 57         | 14   | Die Holländerwindmühle in Lübberstedt                                 |
| Osterholz-Scharmbeck (Kreisstadt) | Osterholz-Scharmbeck Freißenbüttel Garlstedt Heilshorn Hülseberg Ohlenstedt Penningbüttel Sandhausen Scharmbeckstotel Teufelsmoor                                     |              | Wappen der Stadt Osterholz-Scharmbeck    | Lage der Stadt Osterholz-Scharmbeck im Landkreis Osterholz | 146,91 | 29,710    | 202        | 11   | Steingrab in Osterholz-Scharmbeck (Vorderseite)                       |
| Ritterhude                        | Ritterhude Ihlpohl Lesumstotel Platjenwerbe Stendorf Werschenrege |              | Wappen der Gemeinde Ritterhude           | Lage der Gemeinde Ritterhude im Landkreis Osterholz        | 32,88  | 14,836    | 451        | 10   | Dammgut Ritterhude                                                    |
| Schwanewede                       | Schwanewede Aschwarden Beckedorf Brundorf Eggestedt Harriersand Hinnebeck Leuchtenburg Löhnhorst Meyenburg Neuenkirchen Rade                                          |              | Wappen der Gemeinde Schwanewede          | Lage der Gemeinde Schwanewede im Landkreis Osterholz       | 132,22 | 19,937    | 151        | 15   | Herrenhaus Hohehorst                                                  |
| Vollersode                        | Vollersode Ahrensdorf Bornreihe Friedensheim Giehle Giehlermoor Giehlermühlen Verlüßmoor Wallhöfen                                                                    | Hambergen    | Wappen der Gemeinde Vollersode           | Lage der Gemeinde Vollersode im Landkreis Osterholz        | 46,37  | 2.964     | 64         | 20   | Windmühle in Wallhöfen an der Straße „Mühlenberg“ nach Bornreihe      |
| Worpswede                         | Worpswede Hüttenbusch Mevenstedt Neu Sankt Jürgen Ostersode Schlußdorf Überhamm Waakhausen                                                                            |              | Die Gemeinde Worpswede führt kein Wappen | Lage der Gemeinde Worpswede im Landkreis Osterholz         | 76,14  | 9.328     | 22         | 20   | Barkenhoff (Ostseite) in Worpswede                                    |

## Ehemalige Gemeinden
Siehe: Ehemalige Gemeinden des Landkreises Osterholz